# Клејтон (Њу Мексико)
Клејтон (енгл. Clayton) град је у америчкој савезној држави Њу Мексико.

## Демографија
По попису из 2010. године број становника је 2.980, што је 456 (18,1%) становника више него 2000. године.
| Група             | 2000.         | 2010.         |
| Белци             | 1.301 (51,5%) | 1.297 (43,5%) |
| Афроамериканци    | 0 (0,0%)      | 77 (2,6%)     |
| Азијати           | 4 (0,2%)      | 16 (0,5%)     |
| Хиспаноамериканци | 1.173 (46,5%) | 1.524 (51,1%) |
| Укупно            | 2.524         | 2.980         |